# Al-Risala al-Dhahabiya

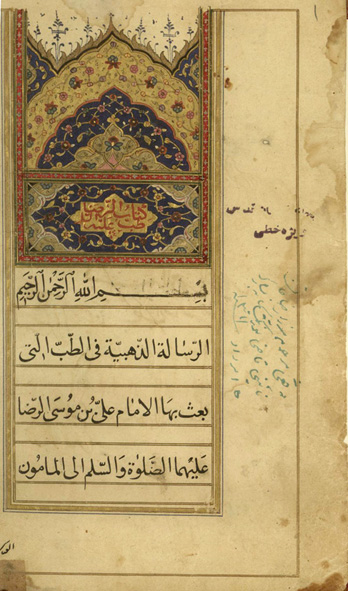
Al-Risala al-Dhahabiya.

Al-Risala al-Dhahabiya (arabiska: ٱلرِّسَالَة ٱلذَّهَبِيَّة, "Den gyllene avhandlingen") är en medicinsk avhandling om hälsa och botemedel som tillskrivs Imam Reza (765–818), den åttonde shiaimamen. Imam Reza skrev denna avhandling på förfrågan från al-Mamun, den samtida kalifen. Al-Mamun var så imponerad av verket att han beordrade att boken skulle skrivas med guldbläck och därmed kallade han den för "Den gyllene avhandlingen".